# Fort Casey

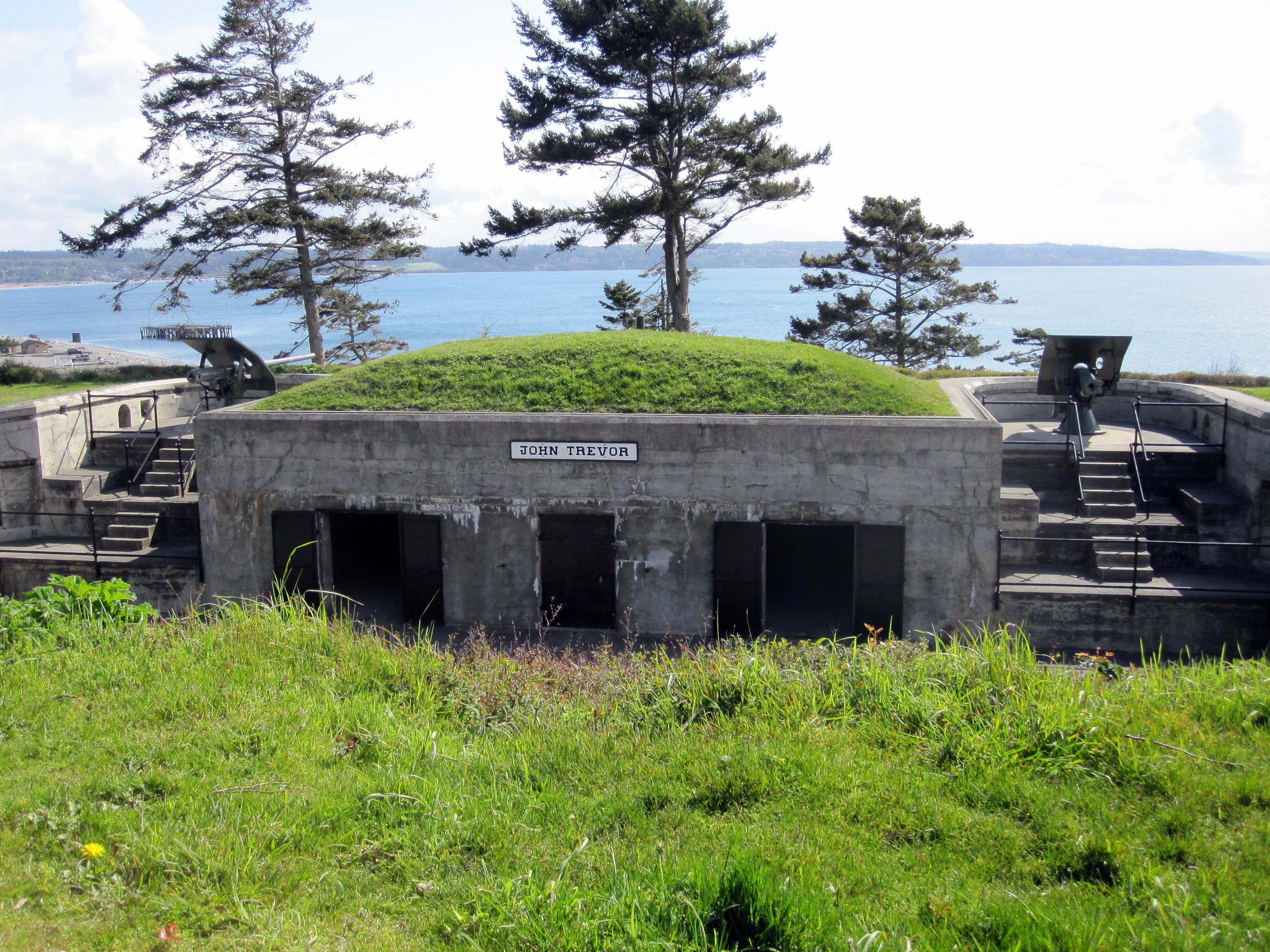
Fort Casey, Battery Trevor mit Geschützen

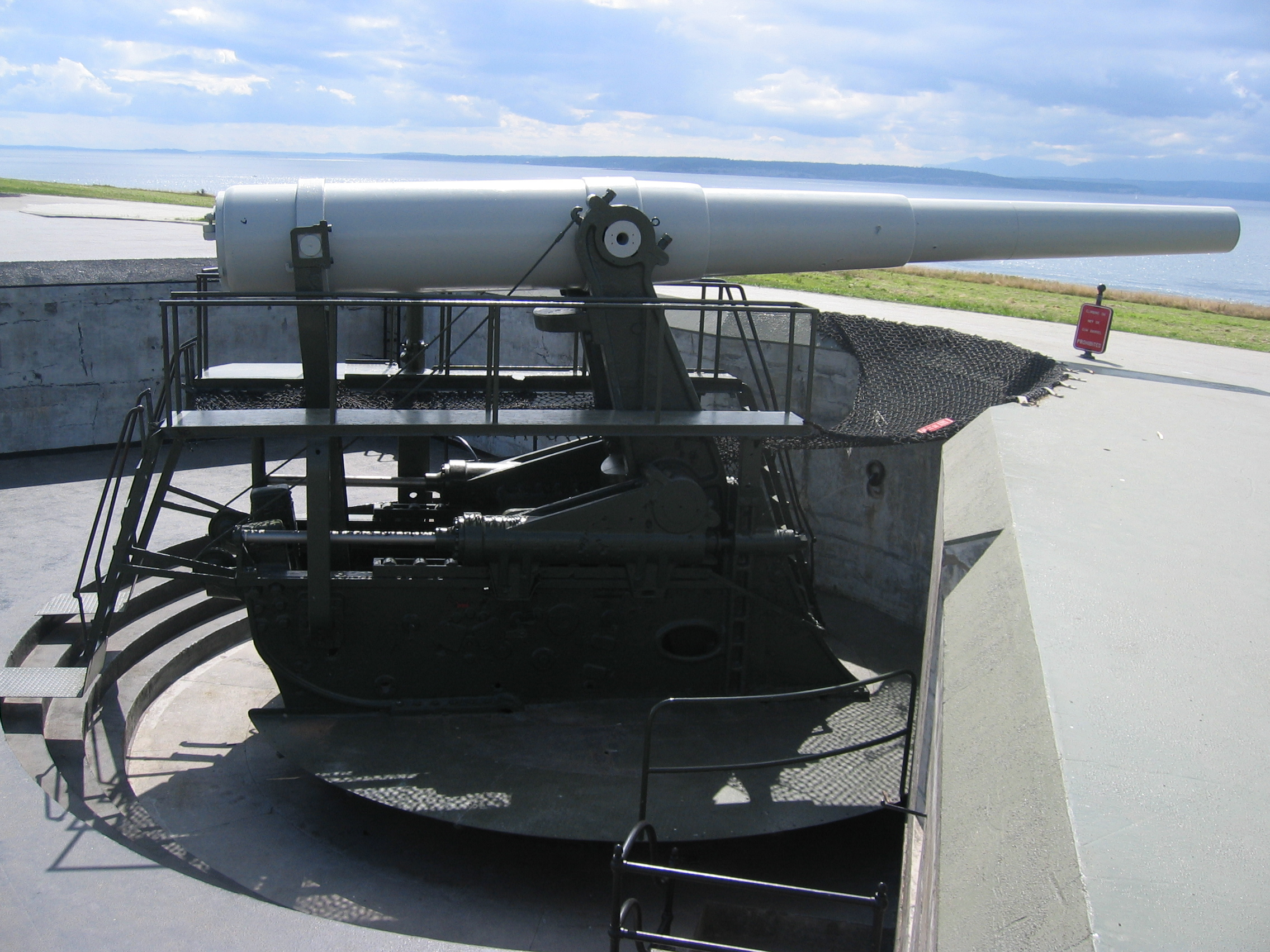
Fort Casey, versenkbares Geschütz

Fort Casey ist eine ehemalige US-Küstenbefestigung im US-Bundesstaat Washington.

## Geschichte
Fort Casey wurde als Küstenbefestigung als Teil des nach dem damaligen Kriegsministers Endicott benannten Bauprogramms errichtet. 1890 übernahm die US-Armee das Gelände des Leuchtturms an der Landzunge Admiralty Head. 1899 wurde das Fort nach General Thomas Lincoln Casey, einem Kommandanten des U.S. Army Corps of Engineers, benannt. Die Geschützbatterien und die weiteren Anlagen von Fort Casey wurden zwischen 1899 und 1911 errichtet. Offiziell in Dienst wurde die Befestigung im Jahr 1900 gestellt. Als die USA 1917 in den Ersten Weltkrieg eintraten, war Fort Casey voll einsatzbereit, doch durch die militärtechnische Entwicklung war das Fort schon damals wieder überholt. Ein Teil der Geschütze wurde deshalb auf den europäischen Kriegsschauplatz geschickt, wo sie als Eisenbahngeschütze dienten. Das Fort selbst diente als Übungslager der Armee. Nach dem Ende des Ersten Weltkriegs wurden die Geschütze nicht mehr ersetzt und die Garnison reduziert. 1942 wurden während des Zweiten Weltkriegs fast alle verbliebenen schweren Geschütze von Fort Casey abgezogen. Das Fort selbst diente jedoch wie im Ersten Weltkrieg als Ausbildungs- und Übungsplatz der US-Armee. Nach dem Zweiten Weltkrieg wurden 1946 die letzten Geschütze abgebaut. 1950 verließen die letzten aktiven Truppen das Fort, 1956 wurde die Anlage als militärische Einrichtung aufgeben und der Washington State Parks and Recreation Commission übergeben.

## Anlage
Fort Casey diente zum Schutz des Admiralty Inlet, der Hauptzufahrt zum Puget Sound und damit zum 1891 gegründeten Marinehafen in Bremerton. Zusammen mit Fort Worden und Fort Flagler sollte es ein triangle of fire bilden, um die Zufahrt zum Puger Sound von drei Seiten unter Artilleriefeuer zu nehmen. 
Fort Casey wurde mit insgesamt sechzehn 305-mm Mörsern, sieben 254-mm-Geschützen und zwölf kleineren Geschützen in insgesamt zehn betonierten Geschützbatterien armiert. Die 305-mm- und 152-mm-Batterien waren mit versenkbaren Geschützen versehen. Dazu kamen Feuerleitstände, Suchscheinwerfer und Kasernen für die Garnison. Zum Schutz vor feindlichen Schiffen wurde 1943 bei Ebey's Landing Fort Ebey mit zwei Batterien mit vier 90-mm-Geschützen errichtet. 1942 wurden zwei Batterien mit 76-mm-Flugabwehrkanonen bestückt. Während des Zweiten Weltkriegs wurden die Kasernen für das Ausbildungslager wieder errichtet.

## Heutiger Zustand
Das Fort dient heute als State Park und kann besichtigt werden. Die Batterie Worth wurde 1967 wieder mit zwei 254-mm-Geschützen, Batterie Trevor 1960 mit zwei 76-mm-Geschützen bestückt. Diese versenkbaren Geschütze gehören jedoch nicht zur Originalarmierung von Fort Casey, sondern stammen von Fort Wint, einer Festung zum Schutz des US-Stützpunkts der Subic-Bucht auf den Philippinen. Die an der Oberfläche sichtbaren Beschädigungen sind Spuren der japanischen Bombardierung zu Beginn des Zweiten Weltkrieges. Die Bunker, Pulvermagazine und Verbindungsgänge zwischen den Geschützgängen können besichtigt werden. Dazu kommen Beobachtungstürme aus Beton, Scheinwerferbatterien, Mörserstellungen und Feuerleitsysteme. Die ehemaligen Unterkünfte der Garnison nutzt die Seattle Pacific University als Außenstelle, die Gebäude können nicht besichtigt werden.